# Hippotion adelinae
Hippotion adelinae là một loài bướm đêm thuộc họ Sphingidae. Nó được tìm thấy ở Zambia, Malawi và Mozambique.
Nó có cánh trước có hình dạng tương tự của loài Hippotion stigma, nhưng màu nền đậm hơn.